# Degna di Todi
Degna di Todi (... – 303) fu una cristiana che visse devotamente e che la Chiesa cattolica venera come santa.

## Biografia
Sulla sua vita esistono poche notizie per alcuni versi non molto chiare; alcuni hanno persino ipotizzato che la santa non sia mai esistita ed il nome "Degna" sia stato solo un attributo di qualche vergine che si sia distinta per questa qualità.
Degna sarebbe vissuta nel territorio di Todi in totale isolamento e costante preghiera, predicando la fede per Cristo. Morì nel 303 in un luogo isolato dove poi sorse l'Abbazia di San Faustino. Il luogo della sua sepoltura fu a lungo meta di pellegrinaggio.

## Culto
A Todi, nel Tempio di San Fortunato riposano i resti della santa e nel territorio della regione si trovano molti resti di edifici e chiese in suo onore. Ad Aggius, in Gallura (Sardegna) esistono resti risalenti forse al periodo medievale di una chiesetta campestre dedicata alla Santa tudertina.